# زهرة الأهوار الأنيقة
زهرة الأهوار الأنيقة (الاسم العلمي: Nymphoides elegans) هي نوع من النباتات تتبع جنس زهرة الأهوار من الفصيلة الإطريفلية.